# 1495
Пізнє середньовіччя •  Відродження •  Доба великих географічних відкриттів •  Ганза •  Ацтецький потрійний союз •  Імперія інків

## Геополітична ситуація
Османську державу очолює Баязид II (до 1512). Королем Німеччини є Максиміліан I Габсбург. У Франції королює Карл VIII Люб'язний (до 1498).
Середню частину Апеннінського півострова займає Папська область, південь належить Неаполітанському королівству. Могутними державними утвореннями півночі є Венеційська республіка, Флорентійська республіка, Генуезька республіка та герцогство Міланське.
Кастилія і Леон та Арагонське королівство об'єднані в Іспанське королівство, де правлять католицькі королі Фердинанд II Арагонський (до 1516) та Ізабелла I Кастильська (до 1504).
В Португалії королює Мануел I (до 1521).
Генріх VII є королем Англії (до 1509), королем Данії та Норвегії — Юхан II (до 1513), Швецію очолює регент Стен Стуре Старший (до 1497). Королем Угорщини та Богемії є Владислав II Ягелончик. У Польщі королює Ян I Ольбрахт (до 1501), а у Великому князівстві Литовському княжить Александр Ягеллончик (до 1506).
Галичина входить до складу Польщі. Волинь належить Великому князівству Литовському. Московське князівство очолює Іван III Васильович (до 1505).
На заході євразійських степів від Золотої Орди відокремилися Казанське ханство, Кримське ханство, Ногайська орда. У Єгипті панують мамлюки. У Китаї править династія Мін. Значними державами Індостану є Делійський султанат, Бахмані, Віджаянагара. В Японії триває період Муроматі.
У Долині Мехіко править Ацтецький потрійний союз на чолі з Ахвіцотлем (до 1502). Цивілізація мая переживає посткласичний період. В Імперії інків править Уайна Капак (до 1525).

## Події
- Митрополитом Київським, Галицьким і всієї Русі став Макарій.
- Розпочалася війна між Московією та Швецією в Карелії. 30 листопада у Виборзькому замку стався таємничий вибух, який відлякав московські війська.
- Італійські війни
  - Король Франції Карл VIII вийшов із Рима й без проблем захопив Неаполь.
  - У Венеції утворився антифранцузький союз, до якого крім Венеції увійшли Мілан, римський король Максиміліан I Габсбург, король Арагону Фердинанд II та папа римський. Вони поставили собі метою заблокувати війська французького короля в Неаполі.
  - Іспанські війська на чолі з Гонсало де Кордоба висадилися в Реджо-Калабрія.
  - У Флоренції владу захопив чернець Джироламо Савонарола, встановивши теократичну диктатуру.
  - Французький король Карл VIII залишив у Неаполі гарнізон і став пробиватися в Францію. Його війська спочатку здобули перемогу на Гонсано де Кордобою поблизу Семінари, потім над венеційцями біля Форново.
  - Венеція захопила Барі, але не змогла там утриматися.
- Королем Португалії став Мануел I.
- Господарем Волощини став Раду IV Великий.
- Вюртемберг став герцогством. На рейхстазі у Вормсі створено Імперський камеральний суд.
- Португальці зрозуміли, що Колумб не добрався до Індії, й послали нову експедицію навколо мису Доброї Надії.
- В казначейських звітах Шотландії зафіксована перша письмова згадка про шотландське віскі. Винокуром був монах Джон Кор.